# Mistrzostwa Europy w Kajakarstwie 1959
5. Mistrzostwa Europy w kajakarstwie odbyły się w dniach 28–30 sierpnia 1959 w Duisburgu.
Rozegrano 13 konkurencji męskich i 2 kobiece. Mężczyźni startowali w kanadyjkach jedynkach (C-1) i dwójkach (C-2) oraz w kajakach jedynkach (K-1), dwójkach (K-2) i czwórkach (K-4), zaś kobiety w kajakach jedynkach i dwójkach. Liczba i rodzaj konkurencji nie zmieniły się od poprzednich mistrzostw.
Pierwsze miejsce w klasyfikacji medalowej wywalczyli reprezentanci Węgier.

## Medaliści

### Mężczyźni

#### Kanadyjki
| Konkurencja: | Złoto:                                        | Rezultat | Srebro:                                    | Rezultat | Brąz:                                      | Rezultat |
| C-1 1000 m   | Simion Ismailciuc                             | 4:54,6   | János Parti                                | 4:58,8   | Wadim Bielajew                             | 4:59,2   |
| C-1 10 000 m | János Parti                                   | 53:23,3  | Giennadij Bucharin                         | 53:32,4  | Jiři Elias                                 | 54:02,6  |
| C-2 1000 m   | Węgry · Gyula Dömötör · József Hunics         | 4:51,0   | Rumunia · Achim Sidorov · Lavrente Calinov | 4:57,0   | Rumunia · Alexe Iacovici · Dumitru Alexe   | 4:59,0   |
| C-2 10 000 m | ZSRR · Stiepan Oszczepkow · Aleksandr Siłajew | 50:14,6  | Węgry · Gyula Dömötör · József Hunics      | 50:57,2  | Rumunia · Achim Sidorov · Lavrente Calinov | 51:06,3  |

#### Kajaki
| Konkurencja:  | Złoto:                                                                         | Rezultat | Srebro:                                                                | Rezultat | Brąz:                                                                                   | Rezultat |
| K-1 500 m     | Stefan Kapłaniak                                                               | 2:02,9   | Carl von Gerber                                                        | 2:03,7   | György Mészáros                                                                         | 2:04,0   |
| K-1 1000 m    | Imre Szöllősi                                                                  | 4:10,1   | Lajos Kiss                                                             | 4:14,2   | Ronald Rhodes                                                                           | 4:15,8   |
| K-1 10 000 m  | Ferenc Hatlaczky                                                               | 45:03,1  | Stig Andersson                                                         | 45:04,4  | György Czink                                                                            | 45:12,9  |
| K-1 4 × 500 m | RFN · Bernhard Schultze · Paul Lange · Helmut Schneider · Meinrad Miltenberger | 8:01,2   | Węgry · László Nagy · László Kovács · György Mészáros · Lajos Kiss     | 8:03,4   | Polska · Ryszard Skwarski · Władysław Zieliński · Kazimierz Kozieras · Stefan Kapłaniak | 8:05,7   |
| K-2 500 m     | Węgry · György Mészáros · András Szente                                        | 1:47,6   | Węgry · László Nagy · László Kovács                                    | 1:49,3   | Polska · Władysław Zieliński · Jacek Zieliński                                          | 1:50,2   |
| K-2 1000 m    | Węgry · György Mészáros · András Szente                                        | 3:41,1   | Węgry · Imre Szöllősi · János Petroczy                                 | 3:44,4   | RFN · Helmut Stocker · Franz Troid                                                      | 3:45,4   |
| K-2 10 000 m  | Węgry · Imre Szöllősi · János Petroczy                                         | 41:05,8  | RFN · Wilhelm Schlüssel · Heinz Ackers                                 | 41:14,2  | Węgry · János Urányi · László Fábián                                                    | 41:34,2  |
| K-4 1000 m    | NRD · Wolfgang Lange · Dieter Krause · Siegfried Roßberg · Günter Perleberg    | 3:25,9   | RFN · Michel Scheuer · Georg Lietz · Heinz Hell · Theodor Kleine       | 3:28,7   | RFN · Günter Krüger · Walter Sander · Karl Berghausen · Hubert Birgels                  | 3:28,9   |
| K-4 10 000 m  | RFN · Michel Scheuer · Georg Lietz · Heinz Hell · Theodor Kleine               | 35:33,6  | RFN · Günter Krüger · Walter Sander · Karl Berghausen · Hubert Birgels | 35:35,0  | NRD · Werner Jahn · Klaus Lammert · Siegfried Roßberg · Walter Kresse                   | 36:45,4  |

### Kobiety

#### Kajaki
| Konkurencja: | Złoto:                                           | Rezultat | Srebro:                                 | Rezultat | Brąz:                                | Rezultat |
| K-1 500 m    | Jelizawieta Kisłowa                              | 2:21,3   | Antonina Sieriedina                     | 2:21,9   | Klára Bánfalvi                       | 2:23,6   |
| K-2 500 m    | ZSRR · Jelizawieta Kisłowa · Antonina Sieriedina | 2:03,8   | ZSRR · Marija Szubina · Nina Gruzincewa | 2:04,8   | RFN · Therese Zenz · Ingrid Hartmann | 2:06,5   |

## Klasyfikacja medalowa
| Miejsce | Państwo         | Złoto | Srebro | Brąz | Razem |
| ------- | --------------- | ----- | ------ | ---- | ----- |
| 1       | Węgry           | 7     | 6      | 4    | 17    |
| 2       | ZSRR            | 3     | 3      | 1    | 7     |
| 3       | RFN             | 2     | 3      | 3    | 8     |
| 4       | Rumunia         | 1     | 1      | 2    | 4     |
| 5       | Polska          | 1     | 0      | 2    | 3     |
| 6       | NRD             | 1     | 0      | 1    | 2     |
| 7       | Szwecja         | 0     | 2      | 0    | 2     |
| 8       | Czechosłowacja  | 0     | 0      | 1    | 1     |
| 8       | Wielka Brytania | 0     | 0      | 1    | 1     |
|         | Razem           | 15    | 15     | 15   | 45    |